# 8568 Larrywilson
8568 Larrywilson este un asteroid din centura principală de asteroizi.

## Descriere
8568 Larrywilson este un asteroid din centura principală de asteroizi. A fost descoperit pe 10 septembrie 1996 la Haleakala în cadrul programului NEAT. Asteroidul prezintă o orbită caracterizată de o semiaxă mare de 2,16 ua, o excentricitate de 0,10 și o înclinație de 0,9° în raport cu ecliptica.